# アダチ龍光
アダチ 龍光（アダチ りゅうこう、本名：中川 一、1896年7月20日 - 1982年10月13日）は、日本の奇術師。生前は落語協会所属。日本奇術協会第4代・第6代会長、東京演芸協会第3代会長を歴任。

## 経歴
新潟県蒲原郡両鹿瀬村の曹洞宗の寺院に生まれた。18歳で上京し、岩倉鉄道学校中退後、新派の役者修業をしていたが、映画の活動弁士を志し、1920年（大正9年）、大阪へ渡って木村紅葉（本名：木村荘六。木村荘平の六男）に入門し、アダチ荘一を名乗った。ところが紅葉が奇術師に転向し、木村マリニー（木村マリーニ）と改名したため、マリニー、マリニーの妻、荘一の3人で一座を組み、奇術の巡業を開始することとなった。
1922年（大正11年）、アダチ龍光に改名した。東京・大阪の寄席に出つつ、初代江戸家猫八の一座に帯同し、声帯模写を学ぶ。この時期に「擬声漫談」と称する一人話芸も行なっており、SPレコード2枚（擬声漫談「四季の風景(上)(下)」）を録音している。1930年代に吉本興業の専属になる。
戦後は故郷の新潟に戻っていたが、営業でやって来た芸人仲間と再会して復帰を誘われ、みたび上京。落語協会に所属する。1966年（昭和41年）に芸術祭奨励賞受賞。同年から日本奇術協会会長を務めた。1971年（昭和46年）には昭和天皇の古希祝いとして、皇居で奇術を披露している。
1979年（昭和54年）、脳内出血で倒れるが、1年後には復帰。『花王名人劇場』（関西テレビ）に出演した。1982年（昭和57年）10月13日に急性心不全のため86歳で没した。戒名は龍光一道信士。

## 芸風
タキシード姿で、新潟訛りながら活弁、声帯模写、漫談をバックボーンとした軽妙な語り口を交えつつマジックを披露し、人気を博した。初代猫八譲りのウグイスなどの動物の鳴き真似でも知られた。

## 弟子
- アダチ龍一
- アサダ二世

## 著書
- 『誰れでも出来る『手品と奇術』（米倉健編・龍光監修 、八千代書院 1956年）
- 『マジック入門』（鶴書房 1972年・1977年）